# Cratere Karzok
Karzok  è un cratere sulla superficie di Marte.